# Modelo de selección sexual runaway de Fisher

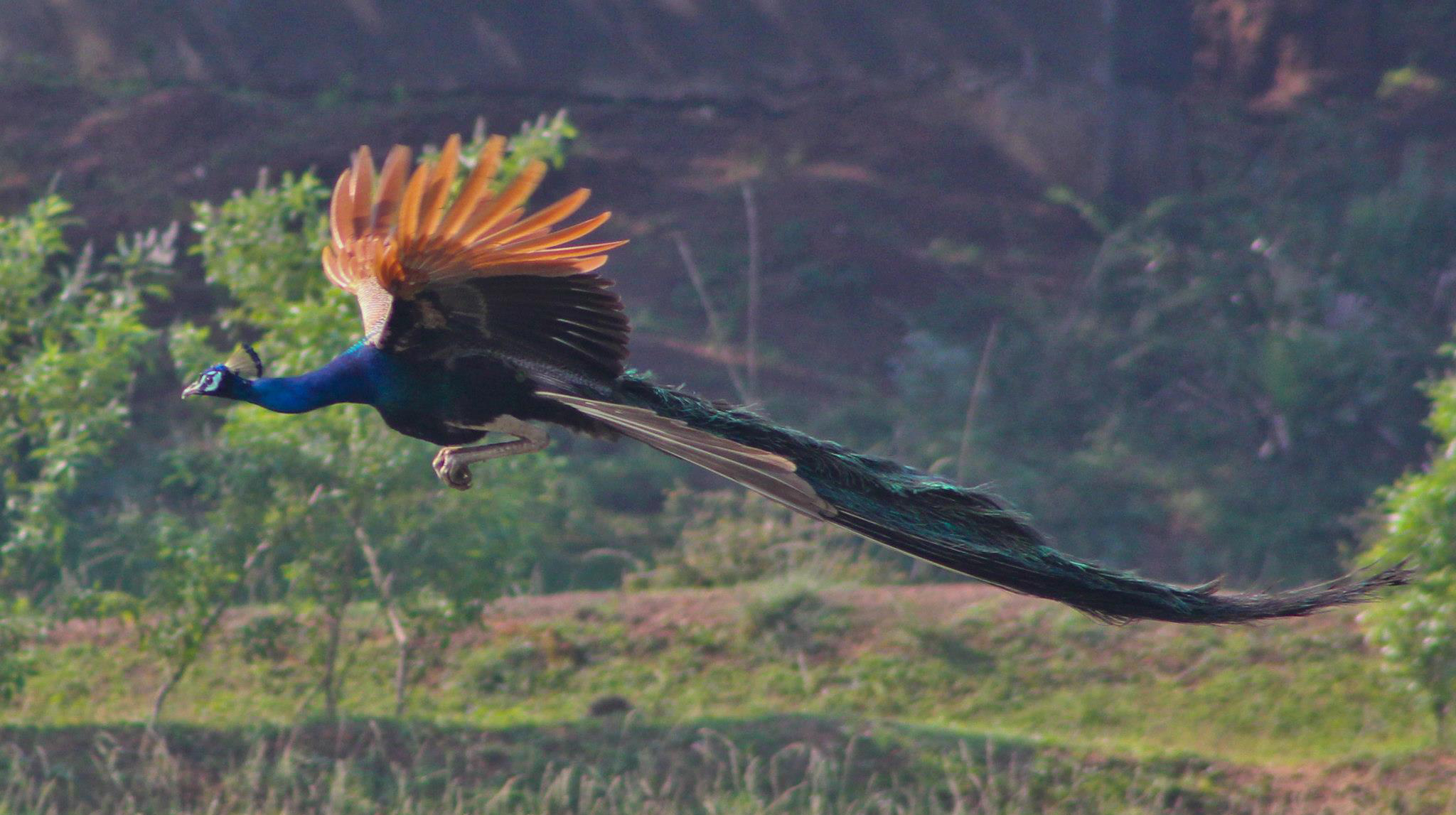
La cola del pavo real en vuelo, el ejemplo clásico del modelo de selección autorreforzante de Fisher.

El modelo de selección sexual runaway de Fisher, también llamado selección autorreforzante de Fisher o selección autorreforzante fisheriana (Fisherian runaway, en inglés, a veces se traduce como modelo fisheriano de selección desbocada, selección descontrolada o selección en cascada) fue propuesto primero por el estadístico y biólogo evolutivo británico Ronald Fisher en los primeros años del siglo XX. Es un mecanismo hipotético sobre la selección sexual genética de la evolución en la preferencia, por parte de uno de los sexos de una especie (generalmente las hembras), por un carácter fenotípico (por ejemplo, la ornamentación exagerada, uno de los caracteres sexuales secundarios) en el otro sexo (generalmente los machos). Este modelo trata de explicar, por un lado, el comportamiento observado en numerosas especies que producen descendientes a través de la reproducción sexual y, por el otro, los mecanismos de la elección femenina, la preferencia o atracción de hembras por los machos que presentan esa característica.
La evolución de la ornamentación, un ejemplo de la cual es los plumajes coloridos y elaborados de los pavos reales comparados con los plumajes relativamente apagados de las hembras, representaba una paradoja para los biólogos evolutivos de los años posteriores al fallecimiento de Charles Darwin hasta la síntesis evolutiva moderna en la década de 1930; la selección por ornamentos que cuestan aparecía a los biólogos de aquel tiempo como incompatible con la selección natural. Fisherian runaway fue un intento de resolver esta paradoja usando un cimiento asumido por las dos influencias, la preferencia y también el ornamento y usando las poderosas fuerzas de la selección sexual como mecanismo. Este modelo conjetura que hembras eligen machos «atractivos» con los ornamentos más exagerados basados solamente en la posesión de este ornamento por este macho. Según Fisher, si la fuerza de la preferencia de hembra es suficiente, esta preferencia por ornamentación exagerada en la selección de una pareja minará la selección natural si la ornamentación sexual no es por otra parte adaptable. Fisher conjeturó que esta oposición resultaría que los descendientes de la próxima generación de machos tendrán más posibilidad de poseer este ornamento y las descendientes hembras tendrán más posibilidad de preferir este que la generación anterior. En las próximas generaciones esto llevaría a una selección fuera de control por un mecanismo de realimentación positiva, por machos quienes tienen las decoraciones más exageradas.
Este modelo buscó explicar las paradojas de la ornamentación masculina pero a pesar de esto ni los mecanismos, ni los caracteres sexuales secundarios ni las preferencias son restringidos a este sistema: Fisherian runaway se puede aplicar para incluir el carácter biológico y psicológico del dimorfismo sexual como los comportamientos y las exhibiciones expresados por los dos sexos.
Este modelo no ha podido demostrarse experimentalmente con facilidad, a pesar de que teóricamente es plausible, debido por una parte a las dificultades para detectar el mecanismo genético y el proceso por lo cual se inicia el modelo.

## Contexto histórico

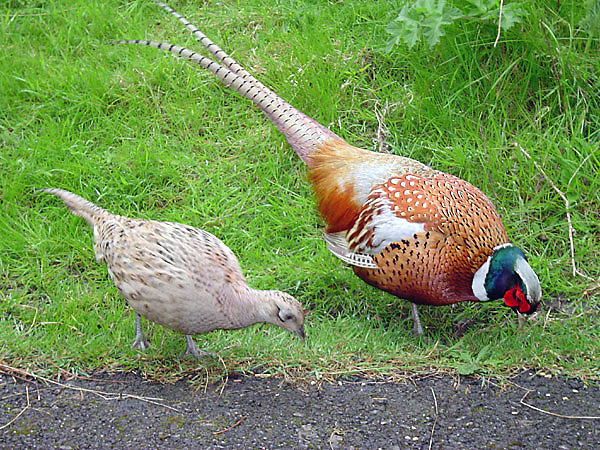
Hembra (izquierda) y macho (derecha) de la especie Phasianus colchicus, que tiene dimorfismo sexual, por los cuales rasgos morfológicos varían entre los dos sexos.

Ronald Fisher fue, igual que Charles Darwin, fascinado por los mecanismos de la selección sexual.

«de las ramas de la ciencia biológica a las cuales la obra de Charles Darwin nos ha dado la clave, pocos, si algunos, son tan atractivos como la asignatura de la Selección Sexual …» 
Fisher, R.A. (1915) The evolution of sexual preference. Eugenics Review (7) 184:192

El origen del hombre, publicado por Darwin en 1871 provocó interés durante su estreno pero ya por 1880 sus ideas fueron vistas como muy controvertidas. Sin embargo, el interés de Fisher y unos biólogos más en la selección sexual se chocó con las opiniones de la gran mayoría de sus contemporáneos en los desarrollos primeros de la síntesis evolutiva moderna y fueron abandonadas y descuidadas hasta la segunda mitad del siglo XX. 
Cuando Alfred Russel Wallace dijo que los animales no muestran preferencias sexuales en su ensayo de 1915, The evolution of sexual preference (La evolución de la preferencia sexual) Fisher públicamente se puso de desacuerdo.

«La objeción que se levantó Wallace … que animales no muestran cualquier preferencia por sus parejas por ser bonitas y especialmente que los pájaros hembras no eligen los machos con los plumajes más espléndidos, siempre parecía al escritor como una débil; parcialmente debido a nuestra ignorancia necesaria de los motivos de los cuales los animales silvestres eligen entre un número de pretendientes; parcialmente porque ni hay explicaciones satisfactorias, o de los increíbles caracteres sexuales secundarios en sí mismos, o de las demostraciones cuidadas en los bailes de amor, o en el interés animado, evidente por estos disparatados en las hembras; y parcialmente también porque esta objeción es aparentemente asociada con la doctrina misma adelantada por Sir Alfred Wallace en el mismo libro y que las facultades artísticas en el hombre pertenecen a su «naturaleza espiritual» y así se han venido a él independientemente de su «naturaleza de animal» producida, por la selección natural.» 
Fisher, R.A. (1915) The evolution of sexual preference. Eugenics Review (7) 184:192

Fisher, en su libro fundamental de 1930, The Genetical Theory of Natural Selection (La teoría genética de la selección natural), fue el primero en resumir un modelo por lo cual la selección entre los sexos podría dirigirse al dimorfismo sexual de la ornamentación masculina basada en la selección femenina y una preferencia por machos «atractivos» con atributos que por otra parte no verían en parejas masculinas.

«Hay ocasiones, no muy infrecuentes, cuando una preferencia sexual, o de cierto tipo, tal vez vaya a dar una ventaja sexual y así establecerse en la especie. Cuando diferencias notables existen en una especie, las cuales de hecho tienen correlato con ventajas sexuales, habrá una tendencia a seleccionar también estos individuos del sexo opuesto los cuales más claramente discriminan las diferencias que observan y por las cuales de la manera más definitiva prefieren el tipo con más ventaja. Preferencias sexuales que se origina de esta forma quizás sí o quizás no confieren algo de beneficio al individual seleccionado y así apuren el efecto de la selección natural que se está progresando. Tal vez así sea mucho más extendido que la incidencia de caracteres sexuales secundarios llamativos.»
Fisher, R.A. (1930) The Genetical Theory of Natural Selection. ISBN 0-19-850440-3

## Pavos reales y dimorfismo sexual

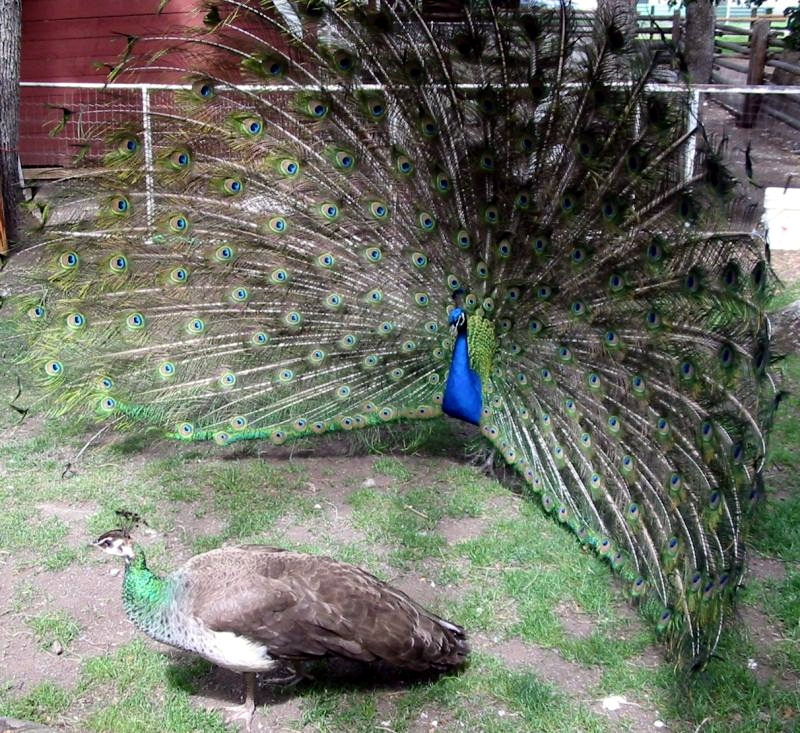
El pavo real, por la derecha, corteja la hembra, por la izquierda.

El dimorfismo sexual del plumaje del pavo real comparado con su hembra es el ejemplo más conocido de la  ornamentación masculina paradójica que por mucho tiempo dejó perplejos a los biólogos. Se requiere  mucha energía para crecer la elaborada y colorida cola y luego más para mantenerse. También reduce la agilidad y probablemente aumenta la visibilidad a los predadores. La cola parece bajar el nivel en general de la aptitud de los individuos quienes la poseen. Pero sí se ha evolucionado y esto indica que los pavos reales quienes tienen las colas más elaboradas y coloridas tienen alguna ventaja por encima de los pavos reales que no las tienen y que la expresión de las colas costosas sirve para aumentar aptitud en general. Fisherian runaway propone que la evolución de la cola del pavo real se hace posible si sus hembras tienen una preferencia a emparejarse con pavos reales quienes tienen una cola más larga y colorida. Las hembras que seleccionan machos con estas colas en su turno tendrán hijos que más probablemente van a tener colas largas y coloridas y así en sí mismos van a tener más posibilidades de tener éxito en sus relaciones sexuales. De igual manera las hijas de estas hembras más probablemente tendrán una preferencia por estas colas largas y coloridas en sus machos. Dado esto, tenga una preferencia por colas más largas y coloridas da una ventaja a las hembras, igual a la ventaja que las mismas colas dan a los machos.
Aunque la aptitud relativa de machos con colas largas es más alta que de machos sin estas colas, las aptitudes en general de todos los miembros de la población (machos y hembras) son menos aptas de las que podrían ser si acaso ninguna hembra, o sólo un número muy reducido, tuviera preferencia por colas más largas y coloridas. En la ausencia de esta preferencia la posesión de tales colas sería una mala adaptación; movilidad reducida y visibilidad aumentada para predadores ya no se premiarán con una preferencia sexual. La preferencia sexual de hembras a emparejarse con pavos reales con colas largas y coloridas puede socavar la que parece la falta de adaptabilidad de estas colas, según Fisherian runaway, se levante así el dimorfismo sexual de los pavos reales y sus hembras.
Fisher resumió dos condiciones fundamentales que tienen que existir para cumplir que los mecanismos de Fisherian runaway se dirigen a la evolución de la ornamentación masculina: 
1. Una preferencia sexual en por lo menos uno de los dos sexos.
2. Una ventaja reproductiva correspondiente a la preferencia.[2]

## Cimiento genético
Cualquier hipótesis dentro del contexto de la biología evolutiva necesita un cimiento genético. Fisherian runaway asume que la preferencia sexual en hembras y la ornamentación en machos se varían debido a los genes y la heredabilidad y que los rasgos y los caracteres pasarán a los hijos para cumplir que se selecciona sexualmente por las expresiones más exageradas.
Fisher aludió a esta necesidad de un cimiento genético cuando resumía Fisherian runaway en The Genetical Theory of Natural Selection (1930).

«Si en lugar de ver la existencia de la preferencia sexual como un hecho básico que se establece por la observación simple y directa, consideramos que los sabores de organismos … sean vistos como el producto de cambios evolutivos, dirigido por la ventaja relativa que tales sabores quizás confieren. Cuando se aprecian las diferencias que existen en una especie … serán unas tendencias a seleccionar también estos individuos del sexo opuesto los cuales muestran con la más claridad una discriminación en la diferencia que observarán y los cuales, de la forma más decidida, prefieren el tipo con más ventaja.»
Fisher, R.A. (1930) The Genetical Theory of Natural Selection. ISBN 0-19-850440-3

## Selección femenina
Sostuvo Fisher que la selección por la ornamentación exagerada en machos se maneja por dos cosas: la intensidad de la expresión tiene correlato con la intensidad de la preferencia. Estas preferencias juntas se hacen ornamentación más exagerada y más deseable, basada en el nivel de expresión en sí misma; aunque fuera de las fuerzas de la selección sexual la ornamentación parece que no se adapte. Fisher sugiere que este proceso de selección sexual es central en socavar la dirección de la selección natural.

«Ciertas consecuencias notables, sin embargo, sigan si alguna preferencia sexual de este tipo … son desarrolladas en una especie en la cual las preferencias de … la hembra, tienen una gran influencia en el número de hijos dejados por machos particulares. En tales casos … una ventaja adicional conferida por la preferencia femenina, la cual vaya a ser proporcional a la intensidad de la preferencia. Las agencias de selección, aparte de la preferencia sexual, quizás estén opuestas a … además … desarrollo procederá mientras la desventaja sea más que contrarrestada por la ventaja en la selección sexual … vaya a ser una ventaja neta a favor de dársela una preferencia más decidida.»
Fisher, R.A. (1930) The Genetical Theory of Natural Selection. ISBN 0-19-850440-3

## Realimentación positiva
Una preferencia de intensidad que se aparea genéticamente con el grado de la expresión ornamental hace, en consecuencia, una preferencia exagerada en algo que da ventaja. Las hembras que instintivamente eligen machos con los ornamentos más exagerados aumentan la probabilidad de que sus hijos expresen ya sea un grado de preferencia más alta (hembras) y/o la exageración de ornamentos (machos). Con el paso del tiempo, este apareamiento genético se refuerza a través de un mecanismo de realimentación positiva que generará hijos más exagerados e hijas con esta preferencia más agudizada que producirán el rasgo con más fuerza en cada generación posterior; se generará, así, la selección runaway por la exageración continúa y de la preferencia por la ornamentación. Con un tiempo suficiente, este tipo de selección runaway facilitará de manera exponencial la exageración continúa, hasta que los costos sean mayores que los beneficios reproductivos para producir o tener esta ornamentación.

«Los dos caracteres afectados por tal proceso, es decir, el crecimiento ornamental por parte del macho y la preferencia sexual por esa característica por parte de la hembra avanzarán de manera apareada y avanzarán con una velocidad que seguirá aumentando. Es fácil ver que la velocidad del crecimiento va a ser proporcional al crecimiento ya logrado y así va a incrementar de manera exponencial con el paso del tiempo o bien en una progresión geométrica.»
Fisher, R.A. (1930) The Genetical Theory of Natural Selection. ISBN 0-19-850440-3

Fisher observó dos resultados posibles, especialmente cuando los costos de la ornamentación igualan o pesan más que los beneficios reproductivos. El primer resultado es una selección en contra de los machos que tienen menos ornamentación que cesarán la elaboración más al fondo de la ornamentación hasta que la ventaja lograda de las preferencias sexuales balancea los costos de la ornamentación, parando la exageración más al fondo de ambas, la ornamentación y la preferencia por tal ornamentación. También se corta el proceso entero si los costos asociados con la ornamentación reduzcan el número de descendientes que sobreviven y reproducen, los cuales hacen a su vez que la preferencia y la ornamentación ya sean desventajas.

«Tal proceso debe pronto encontrarse en contra de algún obstáculo. Dos son obvios. Si está llevado hasta tal punto … la selección al revés que favorece menos ornamentación masculina se encontrará por balancear la ventaja de la preferencia sexual; … elaboración y … la preferencia femenina se pararán y una condición de estabilidad relativa se logrará. Será más eficaz todavía si la desventaja que sus ornamentos sexuales dan a los machos disminuye sus descendientes sobrevivientes hasta tal punto que los números que sobreviven, relativamente a las hembras, así se cortan los costos a la raíz del proceso, para disminuir la ventaja reproductiva que está dada por las preferencias de las hembras.»
Fisher, R.A. (1930) The Genetical Theory of Natural Selection. ISBN 0-19-850440-3

## Iniciación
Fisher, en su papel de 1915, The evolution of sexual preference (La evolución de la preferencia sexual) hizo el caso para explicar como se pueda iniciar el tipo de preferencia femenina necesaria para un runaway de Fisher sin necesidad de comprender o apreciar la belleza y con sólo un sentido facultativo limitado. Él sugirió que unos puntos de un organismo que atraen la atención y varían en sus apariencias entre la población de machos, así que se los puede comparar con facilidad con las hembras, pueden ser suficientes para disparar un runaway de Fisher, si de una manera los puntos más desarrollados coincidan con vigor y vitalidad pero no se adaptan en sí mismos. Si una cantidad desproporcionada de hembras eligen los machos con el punto crecido y con alta vitalidad, basado en la atención que provoca el punto, una preferencia femenina se pueda iniciar. Esta conjetura para la iniciación es compatible con el runaway de Fisher porque se establece un atractivo arbitrario que se basa en un rasgo que no tiene que tener correlato con la aptitud fuera de la preferencia iniciada.